# Oceanites
Genre
Oceanites est un genre d'oiseaux appartenant depuis 2015 à la famille des Oceanitidae. Avant cette date, il était classé dans la famille des Hydrobatidae.

## Liste d'espèces
D'après la classification de référence (version 14.1, 2024) de l'Union internationale des ornithologues, il y a 3 espèces du genre Oceanites (ordre phylogénique) :
- Oceanites oceanicus (Kuhl, 1820 – Océanite de Wilson ;
- Oceanites gracilis (Elliot, DG, 1859) – Océanite d'Elliot ;
- Oceanites pincoyae Harrisson et al., 2013[2] – Océanite pincoya.